# Ermengarda de Narbona
Ermengarda de Narbona (1127/29 ? - 1196/97 Perpinyà), filla del comte de Narbona Eimeric II i la seva primera esposa Ermengarda.
Cosina germana del comte de Barcelona Ramon Berenguer IV. Tenia una germanastra, Ermessenda, filla de la segona esposa del seu pare, també dita Ermessenda.

## Arribada al poder
En morir el seu pare l'any 1134, el comte de Tolosa Alfons Jordà ocupà el càrrec de vescomte ajudat per l'arquebisbe de Narbona, ja que Ermengarda, tot i ser la filla hereva més gran d'Eimeric II, encara era menor.
Aleshores, Alfons Jordà quedà vidu de la seva esposa Faidida d'Usès, i intentà casar-se amb Ermengarda. Però, una coalició de senyors poderosos, amb Roger Trencavell (vescomte d'Albi, Besiers, Carcassona i Rasés) al capdavant, acordaren a finals del 1142, casar Ermengarda amb Bernat d'Anduze, fidel de confiança de Roger Trencavell. Alfons Jordà és fet pres i aconseguí la llibertat després de jurar la pau i restituir el vescomtat a Ermengarda i el seu marit en el 1143.
A partir de llavors, Ermengarda començà a dirigir el vescomtat de Narbona amb fermesa.

## Activitats politicosocials
La vescomtessa arribà a encunyar moneda comtal narbonesa, amb el nom ERMENGARD.
Prengué part en moltes expedicions bèl·liques. S'alià amb els seus parents, comtes de Barcelona, Ramon Berenguer IV i Alfons I, per resistir els atacs del comte tolosà Ramon V de Tolosa, fill d'Alfons Jordà.
Durant el seu regnat, tingué cura de l'abadia de Fontfreda, fundada pel seu avi, Eimeric I de Narbona (1077-1105). En el 1157, donà una partida de terres a l'abadia cistercenca.
En els anys 1166 i 1173, signà tractats comercials amb Gènova i Pisa.
Cedí el vescomtat al seu nebot Pere Manrique de Lara (fill d'Ermessenda, la seva germanastra) en el 1192, i es retirà a Perpinyà, on hi morí anys més tard.
El seu cos fou enterrat a l'abadia de Fontfreda.